# FASHION MONSTER
《FASHION MONSTER》（日語：ファッションモンスター）是Kyary Pamyu Pamyu的第3張單曲。2012年10月17日由日本華納音樂發售。
Kyary Pamyu Pamyu繼「CANDY CANDY」的第3張單曲。樂曲的製作人是繼前作中田康貴擔當。分為初回限定盤和通常盤2種形態發售。

## 收錄曲
1. FASHION MONSTER （ファッションモンスター）
  - G.U.CM歌曲
  - 東京電視台系『JAPAN COUNTDOWN』2012年10月度片頭曲
2. 做100%的自己（100％のじぶんに）
  - SUZUKI「MRwagon」CM歌曲
3. 戴上假睫毛 -加長混音版-（ ）

## 音樂影片
音樂影片是繼「PONPONPON」、「戴上假睫毛」、「CANDY CANDY」的演出・監督田向潤、美術裝飾増田セバスチャン、髮型師飯島久美子擔當。2012年9月20日在日本華納音樂的官方YouTube網站公開。

## 外部連結
- 日本華納音樂介紹網頁
  - 初回限定盤
  - 通常盤
- YouTube上的きゃりーぱみゅぱみゅ - ファッションモンスター